# Dapo, Guangdong
Dapo (kinesiska: 大坡) är en köping i sydöstra Kina. Den ligger i Gaozhou i staden Maoming i provinsen Guangdong, omkring 240 kilometer sydväst om provinshuvudstaden Guangzhou. Antalet invånare är 50 730. Befolkningen består av 24 752 kvinnor och 25 978 män. Barn under 15 år utgör 33 %, vuxna 15-64 år 54 %, och äldre över 65 år 11,0 %.